# Cristina Fraile Jiménez de Muñana
Cristina Fraile Jiménez de Muñana (Madrid, 22 de julio de 1965) es una diplomática española. Fue embajadora de España en Austria (2020-2024).

## Carrera diplomática
Nacida en Madrid. Tras realizar la licenciatura de Derecho en la Universidad Complutense de Madrid, y la diplomatura en Derecho inglés por la Universidad de Kent (Reino Unido), ingresó en la carrera diplomática (1990).
Ha estado destinada en las embajadas de España en Brasilia (Brasil), en la Representación Permanente de España ante la Organización para la Seguridad y la Cooperación en Europa (Viena); Segunda jefatura en las embajadas de España en Dakar (Senegal), Nueva Delhi (India), Viena y Washington D. C. (Estados Unidos).
En el Ministerio de Asuntos Exteriores, Unión Europea y Cooperación de España fue jefa adjunta de la Asesoría Jurídica Internacional (1999-2003) y subdirectora General de la Oficina de Derechos Humanos (2011-2015).
Además del castellano, habla alemán, francés, inglés y portugués. Está casada con el diplomático austriaco Alexander Ehrlich-Adám y tienen cuatro hijos.
Fue embajadora de España en Austria (desde 2020-2024).